# Flaga obwodu tulskiego
Flaga obwodu tulskiego – jeden z symboli tegoż obwodu została przyjęta przez lokalny parlament 24 listopada 2005 r.
Flaga obwodu wzorowana jest na herbie obwodu i przedstawia elementy umieszczone na tarczy herbowej regionu: na czerwonym tle 3 krzyżujące się klingi mieczy barwy srebrnej oraz dwa młotki barwy złotej.
Proporcje 3:2.